# المرح مع ديك وجين
المرح مع ديك وجين (بالإنجليزية: Fun with Dick and Jane)‏ هو فيلم كوميدي أُصدر في الولايات المتحدة سنة 2005.

## طاقم التمثيل
- جيم كاري
- تيا ليوني

## القصة
ديك هاربر (جيم كاري) وزوجته جين (تيا ليوني) ينعمان بحياة زوجية ومادية هنيئة ومستقرة، فديك يعمل بوظيفة ذات مرتبٍ مجزٍ بإحدى الشركات، ولديهما منزل فاخر بإحدى الضواحي الهادئة، فيما تنتظر سيارتاهما الفارهتان أمام المنزل.لكن تلك الحياة الرائعة التي ينعم بها الاثنان مع ابنهما بيلي تتحطم على صخور الواقع عندما تتبع الشركة التي يعمل بها ديك أساليب قذرة للتخلي عن موظفيها بحجة الخسارة المتكررة التي تتكبدها الشركة، فيجد الرجل نفسه فجأة بدون عمل.وبينما تتراكم عليهما الفواتير والديون دون سداد، يجد ديك وجين وسيلة واحدة لاستعادة حياتهما الرغدة دون حتى عناء العمل، ألا وهي تكوين عصابة تقوم بعمليات سرقة ذكية وطريفة.

## الميزانية والإيرادات
بلغت تكلفة إنتاج الفيلم حوالي 100 مليون بينما حقق أرباحاً تقدر بـ $202,026,112.

## وصلات خارجية
- الموقع الرسمي
- المرح مع ديك وجين على موقع IMDb (الإنجليزية)
- المرح مع ديك وجين على موقع ميتاكريتيك (الإنجليزية)
- المرح مع ديك وجين على موقع روتن توميتوز (الإنجليزية)
- المرح مع ديك وجين على موقع نتفليكس (الإنجليزية)
- المرح مع ديك وجين على موقع قاعدة بيانات الأفلام العربية
- المرح مع ديك وجين على موقع ألو سيني (الفرنسية)
- المرح مع ديك وجين على موقع Turner Classic Movies (الإنجليزية)
- المرح مع ديك وجين على موقع أول موفي (الإنجليزية)
- المرح مع ديك وجين على موقع بوكس أوفيس موجو (الإنجليزية)
- المرح مع ديك وجين على موقع فيلمافينيتي (الإسبانية)
- PopMatters review (12/2005)